# 段伯剛
段伯剛（1928年8月18日—2019年7月28日），越南共和國外交官，為最後一任越南共和國駐澳洲大使。

## 生平
1928年8月18日，段伯剛出生於越南南方的檳椥省。
1949年在西貢夏瑟盧-魯巴高中取得學士學位，1952年在巴黎大學取得法律學位，1953年取得私法學位，後於1954年再取得公法學位，同年加入南越外交部，並先後於金邊及安卡拉的使館任職，1964-65年任駐法國大使館參贊，1965年回國任外交部歐洲及非洲事務室主任，同年被派駐日本出任駐日本大使館參贊至1967年，1967年回國任總理府秘書長至1968年，1968-70年任駐巴黎副總領事，1970-72年任駐日本大使館公使兼代辦，1972-74年任駐新西蘭大使，1974-75年任駐澳洲大使，也是最後一任。
1975年越南共和國滅亡後，段伯剛定居悉尼。
2019年7月28日，段伯剛在悉尼逝世。

## 個人生活
已婚，育有一子兩女。段伯剛的妻子也是檳椥省人，兩人都是檳椥同鄉會成員。

## 榮譽
- 二等彰美佩星[2][3][5]
- 一等行政佩星[3][5]
- 一等公共服務佩星[3][5]